# 宽唇盆距兰
宽唇盆距兰（学名：Gastrochilus matsudai）为兰科盆距兰属下的一个种。产台湾（大武山）。生于海拔约1000米的山地林中树干上。

## 扩展阅读
- 維基物種上的相關：宽唇盆距兰